# Kakegurui
«Kakegurui» (яп. 賭ケグルイ, Какеґуруй) — манґа, написана Хомура Кавамото та ілюстрована Тору Наомура. Вийшла в 2014 році від видавництва Square Enix та публікується в журналі Gangan Comics. У 2015 році видано спіноф манґи «Kakegurui Twin». Аніме-адаптація студії MAPPA виходила з 1 червня по 23 вересня 2017 року, а дорама — з 15 січня по 19 березня 2018 року. Другий сезон під назвою Kakegurui ×× транслювався з січня по березень 2019 року.

## Сюжет
У престижній приватній академіЇ Хяккау навчаються діти з впливових сімей економічного та політичного світу. У закладі не важливі спортивні та навчальні нагороди, а лише уміння виходити з будь-якої ситуації переможцем, тобто бути найкращими в азартних іграх. Усім в академії управляє студрада, яка збирає внески зі студентів. Хоч вони не є обов'язковими, але вирішують долю студента. Ті хто не може заплатити потрапляють до списку «ненадійних» і прирівнюються до тварин. Хлопців називають — почі, а дівчат — мікі. А ті хто йде проти системи зустрічають сильний опір впливової студради. Але усе змінюється, коли в академії з'являється нова студентка — Юмеко Дзябамі. Її основною метою є повністю насолодитися азартною грою і для її реалізації вона хоче зіграти з президентом студради.

## Персонажі

### Головні персонажі
Юмеко Дзябамі (яп. 蛇喰 夢子, Jabami Yumeko)
Сейю: Саорі Наямі (оригінал), Еріка Гарлачер (англійський дубляж)
Актриса:Мінамі Ханабе
17-річна дівчина з довгим чорним волоссям («хіме катто») та зростом 166 см. Переведена студентка другого курсу навчання. Проживає самостійно, тому що її батьки померли. Має старшу сестру, яка була госпіталізована. Дуже оптимістична та харизматична особа. У перший день навчання серед прихильників мала багато хлопців. Після перемоги над Мері Саотоме та членом студради Іцукі Сумерагі стала популярною для усієї академії. Через її гострий розум, вміння ризикувати, стратегічно мислити та азартність, що на межі божевілля, нею зацікавлюється президент студради Кірарі Момобамі.
Рьота Суджуї (яп. 鈴井 涼太, Suzui Ryōta)
Сейю: Токутаке Тацуя (оригінал), Гріффін Бернс (англійський дубляж)
Актор: Маріхо Такасуґі
17-річний хлопець із темно-коричневим волоссям та зростом 173 см. Він добрий та дружелюбний. До знайомства з Юмеко, юнак був невпевнений у собі.
Мері Саотоме (яп. 早乙女 芽亜里, Saotome Meari)
Сейю: Мінамі Танака (оригінал), Кіра Бакленд (англійський дубляж)
Актриса:Аої Морікава
17-річна дівчина з довгим білявим волоссям, складеним у дві кінських хвостика, та зростом 162 см.

### Другорядні персонажі

#### Члени Студентської ради
Кірарі Момобамі (яп. 桃喰 綺羅莉, Momobami Kirari)
Сейю: Міюкі Савашіро (оригінал), Мішель Руфф (англійський дубляж)
105-й президент Студентської ради академії Хьяккау. В азартній грі перемогла свою попередницю та отримала пост. Після цього провела реформу, створивши рейтингові систему пожертвувань з поділом, де боржники прирівнювались до «домашніх тварин» та цькувалися іншими студентами.
Ріріка Момобамі (яп. 桃喰 リリカ, Momobami Ririka)
Віце-президент студради. Сестра-близнюк Кірарі. Її обличчя завжди прикрите маскою зі посмішкою. Має довге пряме світле волосся («хіме катто»).
Саяка Іґараші (яп. 五十嵐 清華, Igarashi Sayaka)
Сейю: Міюкі СавашіроAyaka Fukuhara (оригінал), Еріка Ліндбек (англійський дубляж)
Секретар студради. Дівчина з темно-фіолетовим волоссям з чубчиком та кінським хвостиком, об'язаним білою стрічкою, на зріст 160 см. За характером серйозна та розумна дівчина. Має велику повагу до президента та піклується про неї.
Юріко Нашінотоїн (яп. 西洞院 百合子, Nishinotōin Yuriko)
Сейю: Карін Нанамі (оригінал), Кристина Валенсуєла (англійський дубляж)
Старшокласниця 3 курсу, президент Асоціації з вивчення традиційної культури та член студради. Проводити азартні ігри з «Життя та смерть», подібної з чоухан-бокучі. Має чорне пряме волосся, зріст 163 см, одягнена в кімоно. Старша дочка зі знатної історичної родини.
Мідарі Ікішіма (яп. 生志摩 妄, Ikishima Midari)
Сейю: Марія Ісе  (оригінал), Сара Анн Вільямс (англійський дубляж)
18-річна дівчина з коротким чорним волоссям, на зріст 179 см. Член студради та президент Ради з благоустрою, маючи права арештовувати студентів. Має маніакальну та суїцидальну схильності. Гроші її не цікавлять і на кон ставить своє життя чи здоров'я. Такі ставки приносять їй велике задоволення. Після програшу з президентом виколола собі ліве око ручкою як плату за борг.
Іцукі Сумераґі (яп. 皇 伊月, Sumeragi Itsuki)
Сейю: Вакаї Юкі (оригінал), Еріка Мендез (англійський дубляж)
Актриса:Рука Мацуда
16-річна дівчина з коротким світлим волоссям та блакитними очима. Першокурсниця. Потрапила до студради за допомогою великої суми пожертвувань. Її батько президент компанії з виробництва іграшок, включаючи азартні ігри. Має феноменальну пам'ять продемонстровану під час гри в «подвійну концентрацію». Полюбляє колекціонувати справжні нігті, які є платою за борг. Це робить з неї хорошого маніпулятора.

## Медіа

### Манґа

#### Список томів манґи
| 1. Дівчина на ім'я Юмеко Дзябамі (яп. 蛇喰夢子という女, Jabami Yumeko to iu onna, англ. A Girl Named Yumeko Jabami) 2. Нудна дівчина (яп. つまんない女, Tsumannai onna, англ. A Boring Girl) 3. Дівчина з вузькими очима (яп. 糸目の女, Itome no onna, англ. The Slit-Eyed Girl) 4. Божевільні дівчата академії Хьяккау (яп. 百花王学園の狂える女たち, Hyakkaō gakuen no kurueru onnatachi, англ. The Crazed Girls of Hyakkaou Academy) |

| 1. Дівчина, що стала домашньою твариною (англ. The Girl Who Is Now a Housepet) 2. Дівчата, що борються за свій шлях (англ. The Girls Fighting Their Way Back Up) 3. Брехлива дівчина (англ. The Lying Girl) 4. Дівчина, що знову стала людиною англ. The Girl Is Human Again 5. Опір дівчат англ. The Girl's Resistance |

| 1. Запрошення дівчини (англ. Inviting Girl) 2. Схвильована дівчина (англ. Excited Girl) 3. Відкрита дівчина (англ. Open Girl) 4. Задоволена дівчина (англ. Delighted Girl) 5. Ідеальна дівчина (англ. Ideal Girl) 6. Нездоланна дівчина (англ. Overpowering Girl) 7. Дівчата, що відмовляться (англ. Refusing Girls) |